# North Hempstead
Die Town of North Hempstead ist eine von drei Towns im Nassau County (New York). Sie liegt zwischen Hempstead und Oyster Bay auf Long Island.
Hier landete am 6. Juli 1919 der erste Atlantik-Nonstopflug, ein R34, am Roosevelt Field in Mineola.
Sieben Jahre später startete ebenfalls von hier der erste Flug einer Sikorsky S-35.
1936 wird vom Architekten Julian Peabody das U.S. Post Office Mineola errichtet.
Nach 1950 hat der Zahnarzt D. B. Ast hier die positive Wirkung der Fluoridierung des Trinkwassers nachgewiesen.
Heute befindet sich hier der Sitz des Sportausrüsters Maverik Lacrosse.

## Dörfer und Weiler
Zu North Hempstead gehören u. a.:
- Floral Park
- Glenwood Landing (liegt größtenteils in Town of Oyster Bay)
- Lake Success
- Mineola (Sitz des Nassau County)
- Port Washington
- Roslyn
- Roslyn Harbor (teilweise in Oyster Bay gelegen)
- Westbury

## Persönlichkeiten
- William Cobbett (1763–1835), Schriftsteller
- John A. Searing (1805–1876), Politiker
- Matilde Moisant (1878–1964), Pilotin
- Sonny Terry (1911–1986), Bluessänger
- Gerry Studds (1937–2006), Politiker
- Louis Gerstner, Jr. (* 1942), Manager
- Kevin James (* 1965), Schauspieler
- Martin Bäumer (* 1967), Politiker
- Carlos Mendes (* 1980), Fußballspieler
- Alexa Vojvodić (* 1992), Fußballspielerin